# Cyrtarachne nagasakiensis
Cyrtarachne nagasakiensis är en spindelart som beskrevs av Embrik Strand 1918. Cyrtarachne nagasakiensis ingår i släktet Cyrtarachne och familjen hjulspindlar. Inga underarter finns listade i Catalogue of Life.